# باريس تورز 1967
باريس تورز 1967 هو سباق دراجات هوائية، وهو الموسم رقم 61 من باريس تورز، وأقيم في 8 أكتوبر 1967.
فاز بالمركز الأول ريك فان لوي، وبالمركز الثاني باري هوبان، وبالمركز الثالث José Samyn ‏.

## الفائزون
| الترتيب | الفائز      |
| ------- | ----------- |
| الفائز  | ريك فان لوي |
| الثاني  | باري هوبان  |
| الثالث  | José Samyn ‏ |